# Bayan Muna
Bayan Muna (in italiano Prima la Patria) è un partito politico filippino di sinistra, fondato nel 1999 da Satur Ocampo.
Secondo il proprio statuto «Bayan Muna è un’associazione che denuncia la politica tradizionale, elitaria e pro-imperialista filippina. [...] Si batte per sostenere la classe operaia e per garantire una società fondata sull'uguaglianza sociale».

## Risultati elettorali
|                | Voti      | %         | Seggi   |         |
| Politiche 2001 | 1 708 253 | 11,30     | 3 / 243 |         |
| Politiche 2004 | 1 203 305 | 9,46      | 3 / 261 |         |
| Politiche 2007 | 979 039   | 6,14      | 3 / 270 |         |
| Politiche 2010 | Camera    | 746 019   | 2,47    | 2 / 286 |
| Senato         | 3 539 345 | 9,28      | 0 / 24  |         |
| Politiche 2013 | Camera    | 946 308   | 3,48    | 2 / 292 |
| Senato         | 4 295 151 | 10,70     | 0 / 24  |         |
| Politiche 2016 | Camera    | 606 566   | 1,87    | 1 / 297 |
| Senato         | 6 484 985 | 14,48     | 0 / 24  |         |
| Politiche 2019 | Camera    | 1 117 403 | 4,01    | 3 / 305 |
| Senato         | 4 683 942 | 9,90      | 0 / 24  |         |

## Rappresentanti in Parlamento
Alle elezioni parlamentari del 2019 Bayan Muna ha eletto 10 deputati al Parlamento filippino.

### Camera dei deputati
Crispin Beltran, Bai Eufemia Callamat, Teodoro Casiño, Neri Javier Colmenares, Sigfredo Deduro, Ferdinand Gaite, Liza Maza, Satur Ocampo, Joel Virador, Carlos Isagani Zarate.